# Angijak Island
Angijak Island är en ö i Kanada.   Den ligger i territoriet Nunavut, i den östra delen av landet, 2 400 km norr om huvudstaden Ottawa. Arean är 132 kvadratkilometer.
Terrängen på Angijak Island är lite kuperad. Öns högsta punkt är 443 meter över havet. Den sträcker sig 16,3 kilometer i nord-sydlig riktning, och 16,1 kilometer i öst-västlig riktning.
Trakten runt Angijak Island är permanent täckt av is och snö. Trakten runt Angijak Island är nära nog obefolkad, med mindre än två invånare per kvadratkilometer.